# جيف تيرنر
جيف تيرنر (بالإنجليزية: Jeff Turner)‏ مواليد 9 أبريل 1962 في بانجور، هو لاعب كرة سلة أمريكي سابق بدأ مسيرته الاحترافية في سنة 1984 وحمل الرقم 35 و30 و31. يبلغ طوله 6 قدم 9 بوصة (2.1 م). مثّل منتخب بلاده. شارك في مسابقة كرة السلة في الألعاب الأولمبية الصيفية. اعتزل اللعب في 1996.

## فرق لعب لها
- بروكلين نتس
- بالاكانسترو كانتو
- أورلاندو ماجيك

## الميداليات
| الميدالية | المسابقة                         |
| --------- | -------------------------------- |
| ذهبية     | الألعاب الأولمبية الصيفية 1984   |
| فضية      | بطولة كأس العالم لكرة السلة 1982 |

## روابط خارجية
- جيف تيرنر على موقع الاتحاد الدولي لكرة السلة (الإنجليزية)
- جيف تيرنر على موقع الاتحاد الدولي لكرة السلة (الإنجليزية)
- جيف تيرنر على موقع إن بي أي (الإنجليزية)
- جيف تيرنر على موقع سبورتس رفرنس (الإنجليزية)
- جيف تيرنر على موقع كلية كرة السلة في سبورتس رفرنس.كوم (الإنجليزية)
- جيف تيرنر على موقع ريلجم (الإنجليزية)
- جيف تيرنر على موقع بروبوليرز (الإنجليزية)
- جيف تيرنر على موقع سبورتس رفرنس (الإنجليزية)
- جيف تيرنر على موقع أوليمبيديا (الإنجليزية)